# E881
La ruta europea E881 és una carretera que forma part de la Xarxa de carreteres europees. Comença a Izmit (Turquia) i finalitza a Çeşme (Turquia). Té una longitud de 540 km. Té una orientació d'est a oest.